# Unção de Avivamento
Unção de Avivamento é o quinto álbum ao vivo do Koinonya, lançado em 2001 pela gravadora MK Music.
Com produção musical de Josué Fernandes, foi gravado ao vivo na Comunidade Evangélica Sara Nossa Terra da Barra da Tijuca, localizada na cidade do Rio de Janeiro em 30 de outubro de 2000. A obra traz Bené Gomes e Márcio Pereira dividindo a função de principais vocalistas. Como backings, participam Nilson Ferreira, Nalma Daier e a estreante Nádia Santolli. Os ex-integrantes Kleber Lucas e Alda Célia fazem participação especial na obra.
A música "Quero Água Viva" foi gravada pela primeira vez no álbum Deus Maravilhoso (1996), registro solo de Bené Gomes. A canção também foi divulgada em versão videoclipe pela MK. Foi o último disco do Koinonya a conter Nalma Daier como integrante.

## Faixas
1. "Quando Entro em Tua Presença"
2. "Celebrai a Cristo"
3. "Unção de Alegria"
4. "Dá-me uma Nova Canção"
5. "Verdadeiro Adorador"
6. "Mais de Ti"
7. "Louvai a Deus"
8. "Quero Água Viva"
9. "O que Seria da Minha Vida"
10. "Nas Palmas das Minhas Mãos"
11. "Vamos Celebrar"
12. "Celebramos Nosso Deus"